# Hans von Lieres
Hans Hilmar Ferdinand Otto von Lieres und Wilkau (* 25. Mai 1938 in Somerset West, Farm Sanssouci; † 28. November 1965 in Albertville (Kongo)) war ein südafrikanischer Söldner, der während der Simba-Rebellion im Kongo kämpfte.

## Leben
Hans von Lieres stammte aus dem schlesischen Adelsgeschlecht von Lieres und Wilkau. Sein Vater, Hans-Heinrich von Lieres und Wilkau-Golkowitz, war 1925 aus Deutschland nach Südafrika ausgewandert. Dieser gründete mit seiner ersten Ehefrau, der Fabrikantentochter Elisabeth Nestler, die Farm Sanssouci und hatte mit ihr zwei Söhne. Aus der zweiten 1935 in Kapstadt geschlossenen Ehe mit Juliane Theisen waren sechs Kinder, darunter Hans als ältester Sohn. Während des Simba-Aufstandes im Kongo diente Hans von Lieres ab September 1964 unter Hauptmann Ian Gordon im 57. Kommando, einem Zug des von Mike Hoare geführten 5. Kommandos. Beim Vormarsch auf Kisangani im November 1964 wurde von Lieres in einem Gefecht am 24. November am Bein und am Kopf verletzt. Er wurde nach Johannesburg ausgeflogen, wo die Kugel aus seinem Kopf entfernt wurde.
Im Januar 1965 arbeitete er als Rekrutierungsoffizier in Johannesburg. Im Februar kehrte er zum 5. Kommando zurück, das Mike Hoare neu aufgestellt hatte, um in der Operation White Giant die Simba-Rebellen von ihrem Nachschub aus dem Sudan und Uganda abzuschneiden. Hoare beförderte von Lieres zum Leutnant und gab ihm das Kommando über das 52. Kommando, das zuvor von Siegfried Müller befehligt worden war. Die Einheit bestand zur Hälfte aus Deutschen, die zuvor meistens in der Bundeswehr gedient hatten. Bei einem Angriff am 25. März zusammen mit dem 55. Kommando auf das Dorf Wawa an der Grenze zu Uganda gerieten die Einheiten in einen Hinterhalt. Von Lieres wurde von einer Kugel der Unterarm zerschmettert und die Arterie durchgetrennt. Er wurde mit dem Hubschrauber ausgeflogen und in Johannesburg behandelt.
Im August 1965 unterschrieb er seinen dritten Kontrakt für das 5. Kommando, das in Albertville stationiert war. Zu seiner Einheit gehörten 20 Deutsche. Bei der amphibischen Operation des 5. Kommandos über den Tanganjikasee bei Baraka am 27. September landete von Lieres als Strandmeister mit der ersten Welle. Ende November starb Hans von Lieres bei einem Autounfall auf der Hauptstraße von Albertville, als sein Jeep nachts mit einem geparkten Lkw kollidierte. Wenige Tage zuvor hatte von Lieres seinen Abschied eingereicht. Am nächsten Tag wollte er nach Südafrika zurückreisen. Von Lieres wurde in Vanrhynsdorp im Familiengrab beigesetzt.